# J. C. Jackson
Jerald Christopher „J. C.“ Jackson (geboren am 17. November 1995 in Immokalee, Florida) ist ein US-amerikanischer American-Football-Spieler auf der Position des Cornerbacks, welcher für die Los Angeles Chargers in der National Football League (NFL) spielt. Er spielte College Football für die University of Maryland, College Park und stand zuletzt bei den New England Patriots unter Vertrag.

## College
Jackson besuchte die Immokalee High School in seiner Heimatstadt in Florida. Er nahm am Under Armour All-America Game, dem landesweiten All-Star-Spiel der Highschool für Footballspieler, teil. Anschließend ging er ab 2014 auf die University of Florida. Im ersten Saisonspiel seines Freshman-Jahres zog sich Jackson eine Schulterverletzung zu und legte demzufolge ein Redshirt-Jahr ein. Am 24. Dezember 2014 wurde Jackson bei einem Drive-by-Shooting durch einen Streifschuss leicht verletzt. Im April 2015 wurde Jackson in Zusammenhang mit einem bewaffneten Raubüberfall angeklagt. Kurz darauf schloss die University of Miami ihn aus ihrem Football-Programm aus. In der Folge spielte Jackson Football am Community College in Riverside, Kalifornien. Im November 2015 wurde er schließlich von den Vorwürfen freigesprochen. Zur Saison 2016 schloss Jackson sich der University of Maryland, College Park an.
Für die Maryland Terrapins bestritt Jackson 2016 und 2017 insgesamt 23 Spiele als Starter. Er verzeichnete 80 Tackles, 13 verteidigte Pässe und vier Interceptions. Im Anschluss an die Saison 2017 meldete sich Jackson vorzeitig für den NFL Draft an.

## NFL
Im Anschluss an den NFL Draft 2018 nahmen die New England Patriots Jackson als Undrafted Free Agent unter Vertrag. In der Preseason verbuchte er gegen die New York Giants zwei Interceptions. Jackson schaffte es in den 53-Mann-Kader der Patriots für die Regular Season und gab sein NFL-Debüt am dritten Spieltag gegen die Detroit Lions. In der Woche darauf gelang ihm gegen Ryan Tannehill von den Miami Dolphins seine erste Interception in der NFL. Im Laufe der Saison wurde Jacksons Rolle zunehmend größer, sechs der letzten acht Saisonspiele absolvierte er von Beginn an. Er fing im Saisonverlauf drei Interceptions. Mit den Patriots erreichte er den Super Bowl LIII, den New England mit 13:3 gegen die Los Angeles Rams gewann.
In der Saison 2019 konnte Jackson in einer der stärksten Defenses dieser Saison seine Leistung aus dem Vorjahr steigern und fing fünf gegnerische Pässe ab. Zusammen mit dem Defensive Player of the Year Stephon Gilmore bildete er eines der stärksten Cornerback-Duos der Liga. Jackson ließ bei in seine Richtung geworfenen Pässen lediglich eine Passquote von 49,6 % zu, was Tiefstwert in der NFL war.
2020 erreichte Jackson seine Marke von fünf Interceptions aus dem Vorjahr bereits nach neun Spieltagen, womit er zu diesem Zeitpunkt der Spieler mit den meisten Interceptions in der Liga war. Von Woche 6 bis Woche 9 sicherte er jeweils einen gegnerischen Pass. Insgesamt gelangen Jackson neun Interceptions, was zweitbester Wert in der Liga nach den zehn Interceptions von Xavien Howard war.
In der Saison 2021 wurde Jackson in das Second-Team All-Pro und in den Pro Bowl gewählt, mit acht Interceptions stellte er erneut den zweitbesten Wert der Liga auf. Er verhinderte zudem 23 Pässe und führte die NFL in dieser Statistik an.
Am 16. März 2022 unterschrieb er einen Fünfjahresvertrag über 82,5 Millionen US-Dollar mit den Los Angeles Chargers. In seiner ersten Saison für die Chargers bestritt er lediglich fünf Partien. Zu Saisonbeginn verpasste Jackson zwei Partien wegen der Folgen einer Operation am Knöchel vor Beginn der Spielzeit. Am siebten Spieltag erlitt er bei der Partie gegen die Seattle Seahawks eine Patellasehnenruptur, die das vorzeitige Saisonaus für ihn bedeutete.
Am dritten Spieltag der Saison 2023 wurde Jackson nicht in den aktiven Kader berufen, auch am vierten Spieltag kam er nicht zum Einsatz. Daraufhin einigten sich die Chargers auf einen Trade von Jackson zu den Patriots, bei dem die Chargers den Großteil seines Gehalts übernahmen. Im Austausch für Jackson und einen Siebtrundenpick erhielten sie einen Sechstrundenpick. Bei den Patriots war zuvor Rookie Christian Gonzalez verletzungsbedingt ausgefallen. Jackson kam bei den Patriots in acht Partien zum Einsatz, davon sechsmal als Starter. Am 1. März 2024 wurde er entlassen.

### NFL-Statistiken
| Saison                             | Saison | Spiele | Spiele      | Tackles | Tackles | Tackles | Tackles | Interceptions | Interceptions | Interceptions | Interceptions | Interceptions | Fumbles | Fumbles | Fumbles |
| Jahr                               | Team   | Spiele | als Starter | Gesamt  | Solo    | Ast     | Sacks   | PD            | INT           | Yds           | Lng           | TD            | FF      | FR      | TD      |
| ---------------------------------- | ------ | ------ | ----------- | ------- | ------- | ------- | ------- | ------------- | ------------- | ------------- | ------------- | ------------- | ------- | ------- | ------- |
| 2018                               | NE     | 13     | 5           | 24      | 22      | 2       | 0,0     | 6             | 3             | 9             | 9             | 0             | 0       | 0       | 0       |
| 2019                               | NE     | 16     | 6           | 36      | 29      | 7       | 0,0     | 10            | 5             | 39            | 19            | 0             | 0       | 0       | 0       |
| 2020                               | NE     | 16     | 11          | 40      | 34      | 6       | 0,0     | 14            | 9             | 80            | 30            | 0             | 0       | 3       | 0       |
| 2021                               | NE     | 17     | 17          | 58      | 44      | 14      | 0,0     | 23            | 8             | 92            | 88            | 1             | 1       | 0       | 0       |
| 2022                               | LAC    | 5      | 5           | 15      | 12      | 3       | 0,0     | 2             | 0             | 0             | 0             | 0             | 0       | 0       | 0       |
| 2023                               | LAC    | 2      | 2           | 3       | 3       | 0       | 0,0     | 3             | 1             | 9             | 9             | 0             | 0       | 0       | 0       |
| 2023                               | NE     | 8      | 6           | 25      | 22      | 3       | 0,0     | 6             | 0             | 0             | 0             | 0             | 0       | 0       | 0       |
| Gesamt                             | Gesamt | 77     | 52          | 201     | 166     | 35      | 0,0     | 64            | 26            | 229           | 88            | 1             | 1       | 3       | 0       |
| Quelle: pro-football-reference.com |        |        |             |         |         |         |         |               |               |               |               |               |         |         |         |